# 上野健一
上野 健一（うえの けんいち、1961年2月21日 - ）は、日本の実業家。不動産デベロッパ。「健一」は俗名で、2010年代後半以降は上野玄津（うえの げんしん）の法名で公に活動している。
2024年より、滋賀県高島市に拠点を構える「REIWA江州グループ」代表。REIWAリゾートGROUP（旧・KRGグループ）、ノシアス理想都グループ、全管連（ZKR）グループなどの創業者で、バブル時代より数々の会社を創業しながら、一貫してリゾート開発に携わっている。
宗教法人千光寺管長を務めている。

## 略歴
1961年、沖縄県浦添市に生まれる。父が米軍で働いていたこともあり、子供の頃の友人はアメリカ人ばかりだったという。
1985年、理想都（リゾート）を作る「CCZ（Creative Capital Zone）プロジェクト」を考案。休眠分譲地の再開発・再整備事業を掲げ、「小野平」（兵庫県小野市）を「うぐいす台ニュータウン」と名付けて販売したのが最初のプロジェクトである。既存の分譲地を入手し、「再整備」して販売するというビジネスモデルで、開発はしていなかった模様。1987年、ログハウスの「（株）住光」を設立。分譲地の「整備」を行う「(株)かんきょう整備」を設立。やがて、「北軽井沢ホープヒルズ」（群馬県吾妻郡嬬恋村）に拠点を置く「ノシアス理想都株式会社」を中心とする「ノシアスグループ」へと発展し、日本各地に「ノシアス理想都タウン」を展開した。2001年より日本テレビ系「マネーの虎」に「ノシアス理想都」の社長として出演し、「年商62億」と紹介された。「NOSIAS（ノシアス）」とは「SAISONがひっくり返った」という意味らしい。もともとは「株式会社セゾン」という社名だったが、セゾングループ（バブル時代の不動産開発大手）とは無関係である。
2001年9月、全国に散らばる自治管理組合を統合し統括するという名目で、「全国自治管理組合連合会(株)」（全管連）を設立。自社の所有する各分譲地に自治管理組合を組織し、所有者に管理費を払ってもらって「管理」するというビジネスモデルである。ノシアスは、「北軽井沢ホープヒルズ」（群馬県吾妻郡嬬恋村）や「矢板サンシティ希望ヶ丘」（栃木県矢板市）などといった、広大な「分譲地」を各地に持っており、次第にノシアスよりも全管連としての活動がメインとなった。既存の分譲地の管理に加え、新たに「白浜ホープタウン」（和歌山県白浜町）などの開発を行う、「キャピタルＦ」や「住光」などグループ4社による「全管連グループ」（ZKRグループ）に発展した。ピーク時の2010年8月期には売上高72億9767万円を計上したが、一方で不動産売買で一般個人との間で契約トラブルが発生するなど多数の訴訟を抱え、多額の負債を抱えて債務超過となり、2013年8月に倒産。負債総額は197億7900万円。
ZKRグループの破綻後は、KRGグループを組織。「Kパンダ（ワン泊くん）」というゆるキャラが目印で、アドベンチャーワールドの入り口にある「ホープヒルズ管理センター」にも大型のオブジェが設置されていた。KRGグループと裁判で争っていた「一般社団法人南志摩オーナーズクラブ」は、「民事再生の手続」によって「実質的に負債を踏み倒したＺＫＲが、ＫＲＧグループとして形を変えて現れた」として糾弾している。「南志摩オーナーズクラブ」は旧・(株)東建が開発した別荘地「南志摩パールランド」（三重県度会郡南伊勢町）のオーナーで構成される自治管理組織で、1997年よりノシアスグループの「環境管理」に事務処理を委託していたが、「組合員は「組合費」を振り込むだけの「財布」の扱い」として一部オーナーが当時より不満を募らせていた。最終的に、「環境整備」の業務を2004年に引き継いだ「ZKR」の業務を2013年に引き継いだ「KRG」より業務を委託された「KRGランド」が請求する管理費が不当として裁判となったが、最高裁まで争った末に2018年、南志摩オーナーズクラブ側が勝訴した。なお「南志摩パールランド」は、KRGによって新たに「ハートランド伊勢」と命名されたが、南志摩オーナーズクラブはこれを認めていない。
その後、「REIWAリゾート」グループに名称を変更。本社を「ハートランド伊勢」（三重県度会郡南伊勢町）に置き、「あじろ南熱海が丘」（静岡県熱海市）および「ニュータウン勝浦」（和歌山県東牟婁郡那智勝浦町）を中心として、日本各地の別荘地の管理を主な業務とする。
2024年、滋賀県高島市の建設会社「株式会社江州」と協力関係を築き、グループの中枢である「ハートランド管理センター」の本部機能を南伊勢町から高島市に移転する。風車ニュータウン（滋賀県高島市）や、まほろばの郷（滋賀県高島市）などの開発を行っている。

## 宗教家として
1994年、高野山真言宗第408世管長の竹内崇峯より「玄津」（げんしん）の法名を授かる。
1997年、大震災で被災した神戸市の千光寺を兵庫県姫路市に再興し、管長となる。

## 出演
「マネーの虎」（2001年 - 2002年、日本テレビ）

## 著書
- 『驚異の健康住宅ログハウス―日本人が知らなかった究極の「住い」の発見』（イースト・プレス、1990年。ISBN 4-900568-15-5）
- 『ボクはやんちゃな「成り上がり」』（こう書房、1990年。ISBN 4-7696-0371-1）
- 『ボクはやんちゃな「成り上がり」2』（こう書房、1991年。ISBN 4-7696-0434-3）
- 『ボクはやんちゃな「成り上がり」3』（こう書房、1993年。ISBN 4-7696-0466-1）
- 『ボクはやんちゃな「成り上がり」4』（こう書房、1993年。ISBN 4-7696-0494-7）
- 『理想都を創るCCZプロジェクト―この画期的新システムで土地が復活する!!』（こう書房、2001年。ISBN 4-7696-0757-1）
- 『勝つための非常識のすすめ―あなたの人生と事業を成功に導く密教法則 』（こう書房、2002年。ISBN 4-7696-0764-4）
- 『沖縄独立宣言―日本連邦・琉球王国の王様になる?』（心泉社、2002年。ISBN 4-916109-35-X）
- 『老後はこんな家で暮らしたい―夫婦で思いっきり人生を楽しむために!! 』（こう書房、2003年。ISBN 4-7696-0792-X）
- 『積極一貫―人生一回限りだから、やりたいことは全部やる! 』（こう書房、2003年。ISBN 4-7696-0818-7）
- 『新日本のカジノ産業―超高齢化社会だからこそ期待される!』（しののめ出版、2006年。ISBN 4-434-07259-5）
- 『これからの老後はおもしろい―新・田舎暮らしのすすめ』（こう書房、2006年。ISBN 4-7696-0923-X）
- 『団塊の老後―日本型シニアタウンを創造する企業集団』（イースト・プレス、2009年。ISBN 978-4-7816-0061-1）